# Asamblea de la República de Portugal
La Asamblea de la República (en portugués: Assembleia da República) es el órgano legislativo de la República Portuguesa. Es unicameral y posee hasta 230 diputados. La Asamblea tiene su sede en el Palácio de São Bento en Lisboa. 
La legislatura tiene una duración de cuatro años, convocándose elecciones una vez terminado ese plazo, salvo que el Presidente de la República disuelva la cámara y convoque elecciones anticipadas.

## Competencias
La Asamblea de la República tiene competencia legislativa y política general. La Constitución establece que determinadas materias constituyen una reserva absoluta de competencia legislativa, es decir, la Asamblea no puede, sobre ellas, autorizar al Gobierno a legislar. Estos incluyen, por ejemplo, la aprobación de enmiendas a la Constitución, los estatutos político-administrativos de las regiones autónomas (Azores y Madeira), las leyes sobre las principales opciones en los planes y el presupuesto del Estado, los tratados para la participación de Portugal en organizaciones internacionales, el régimen de elección de titulares de órganos soberanos (Presidente de la República y Asamblea de la República), así como de los miembros de las Asambleas Legislativas de las Regiones Autónomas de las Azores y Madeira y titulares de órganos de gobierno local y el régimen de referéndum. En otros asuntos de su exclusiva competencia, la Asamblea podrá otorgar al Gobierno autorización para legislar -esto es lo que se denomina reserva relativa- que incluyen las bases del sistema de seguridad social y del servicio nacional de salud, la creación de impuestos y el sistema fiscal, la organización y competencia de los Tribunales, entre otros.
Las facultades de control de la Asamblea en relación con la actuación del Gobierno y los actos de la administración pueden ejercerse a través de varios instrumentos:
- Aprobación de mociones de confianza o de censura.
- Requisitos para la evaluación de la legislación elaborada por el Gobierno que la Asamblea podrá modificar o revocar.
- Reuniones quincenales de preguntas al primer ministro.
- Interpelaciones al Gobierno en materias de política general o sectorial.
- Presentación de solicitudes (preguntas escritas) sobre cualquier acto del Gobierno o de la Administración.
- Constitución de comisiones de investigación parlamentarias que gocen de las facultades de investigación de las autoridades judiciales.

## Estructura
La asamblea estaba formada en primera instancia por 250 miembros, pero una reforma constitucional en 1989 redujo el número de diputados entre 180 y 230. Los miembros son elegidos por voto popular para los próximos cuatro años en los 22 distritos electorales (dieciocho en la parte continental y uno para cada región autónoma: Azores y Madeira, otro más para los portugueses que viven en Europa  y el último para los que viven en el resto del mundo). 
Exceptuando los distritos electorales de los portugueses que viven en el extranjero (para los cuales se fijan dos miembros en cada uno) el número de votantes registrados en un distrito determina el número de miembros representantes en la asamblea, usando el método D'Hont de representación proporcional. Por ejemplo, el distrito de Lisboa, consigue 47 representantes, mientras que el de Portalegre solamente 2.

## Composición en la XVII legislatura

### Grupos parlamentarios
| Grupo Parlamentario | Grupo Parlamentario          | Componentes                  | Presidente          | Escaños |
| ------------------- | ---------------------------- | ---------------------------- | ------------------- | ------- |
|                     | Partido Social Demócrata     | Partido Social Demócrata     | Hugo Soares         | 89      |
|                     | Chega!                       | Chega!                       | Pedro Pinto         | 60      |
|                     | Partido Socialista           | Partido Socialista           | Alexandra Leitão    | 58      |
|                     | Iniciativa Liberal           | Iniciativa Liberal           | Mariana Leitão      | 9       |
|                     | Livre                        | LIVRE                        | Isabel Mendes Lopes | 6       |
|                     | Partido Comunista Portugués  | Partido Comunista Portugués  | Paula Santos        | 3       |
|                     | CDS-Partido Popular          | CDS-Partido Popular          | Paulo Núncio        | 2       |
|                     | Bloque de Izquierda          | Bloque de Izquierda          | Fabian Figueiredo   | 1       |
|                     | Personas-Animales-Naturaleza | Personas-Animales-Naturaleza | Inês de Sousa Real  | 1       |
|                     | Juntos por el Pueblo         | Juntos por el Pueblo         | Filipe Sousa        | 1       |

## Histórico de resultados y distribución de escaños
| 1   | 5   | 30  | 116 | 81  | 16  | 1    |
| UDP | MDP | PCP | PS  | PSD | CDS | ADIM |

| 1   | 40  | 107 | 73  | 42  |
| UDP | PCP | PS  | PSD | CDS |

| 1   | 3   | 44  | 74 | 80  | 43  | 5   |
| UDP | MDP | PCP | PS | PSD | CDS | PPM |

| 1   | 2   | 39  | 4    | 66 | 4    | 82  | 46  | 6   |
| UDP | MDP | PCP | UEDS | PS | ASDI | PSD | CDS | PPM |

| 3   | 41  | 101 | 75  | 30  |
| MDP | PCP | PS  | PSD | CDS |

| 3   | 35  | 57 | 45  | 88  | 22  |
| MDP | PCP | PS | PRD | PSD | CDS |

| 2   | 29  | 60 | 7   | 148 | 4   |
| PEV | PCP | PS | PRD | PSD | CDS |

| 2   | 15  | 72 | 1   | 135 | 5   |
| PEV | PCP | PS | PSN | PSD | CDS |

| 2   | 13  | 112 | 88  | 15  |
| PEV | PCP | PS  | PSD | CDS |

| 2   | 15  | 2  | 115 | 81  | 15  |
| PEV | PCP | BE | PS  | PSD | CDS |

| 2   | 10  | 3  | 96 | 105 | 14  |
| PEV | PCP | BE | PS | PSD | CDS |

| 2   | 12  | 8  | 121 | 75  | 12  |
| PEV | PCP | BE | PS  | PSD | CDS |

| 2   | 13  | 16 | 97 | 81  | 21  |
| PEV | PCP | BE | PS | PSD | CDS |

| 2   | 14  | 8  | 74 | 108 | 24  |
| PEV | PCP | BE | PS | PSD | CDS |

| 2   | 15  | 19 | 86 | 1   | 89  | 18  |
| PEV | PCP | BE | PS | PAN | PSD | CDS |

| 2   | 10  | 19 | 1 | 108 | 4   | 79  | 5   | 1  | 1  |
| PEV | PCP | BE | L | PS  | PAN | PSD | CDS | IL | CH |

| 6   | 5  | 1 | 120 | 1   | 77  | 8  | 12 |
| PCP | BE | L | PS  | PAN | PSD | IL | CH |

| 4   | 5  | 4 | 78 | 1   | 78  | 2   | 8  | 50 |
| PCP | BE | L | PS | PAN | PSD | CDS | IL | CH |

| 3   | 1  | 6 | 58 | 1   | 1   | 89  | 2   | 9  | 60 |
| PCP | BE | L | PS | PAN | JPP | PSD | CDS | IL | CH |

## Galería de imágenes

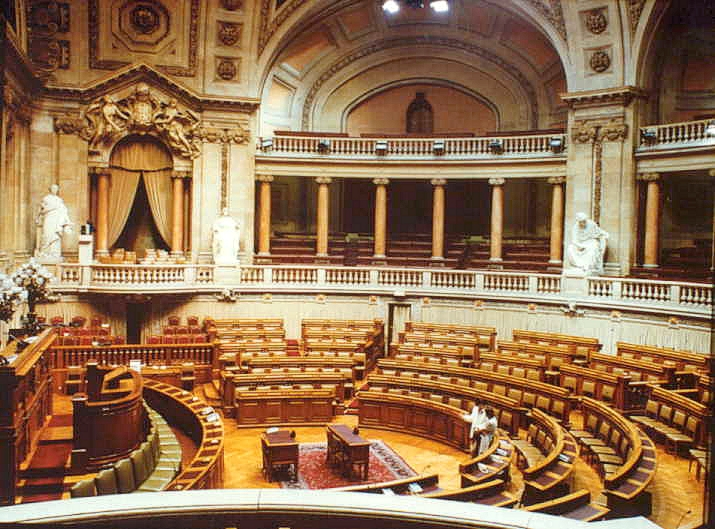
Hemiciclo del parlamento.
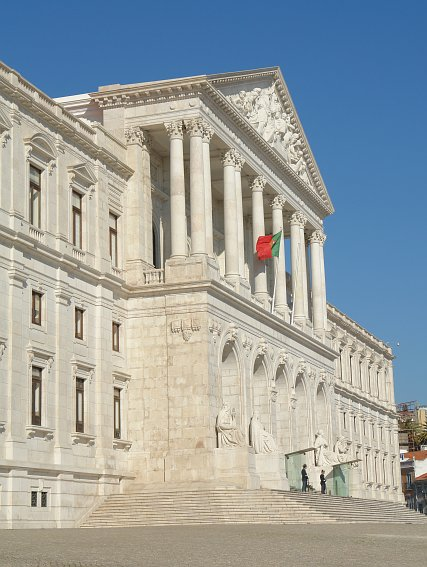
Assembleia da República.
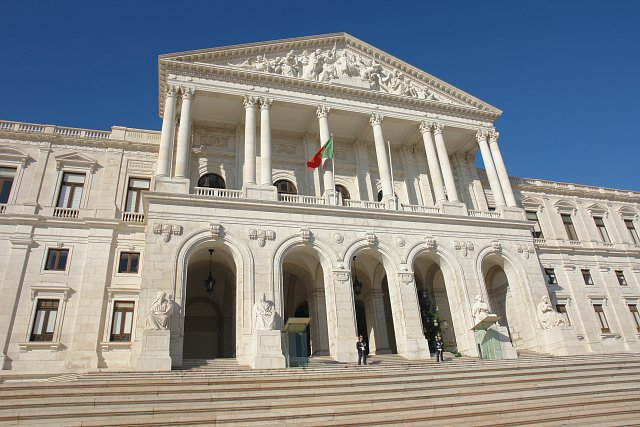
Palácio de São Bento.
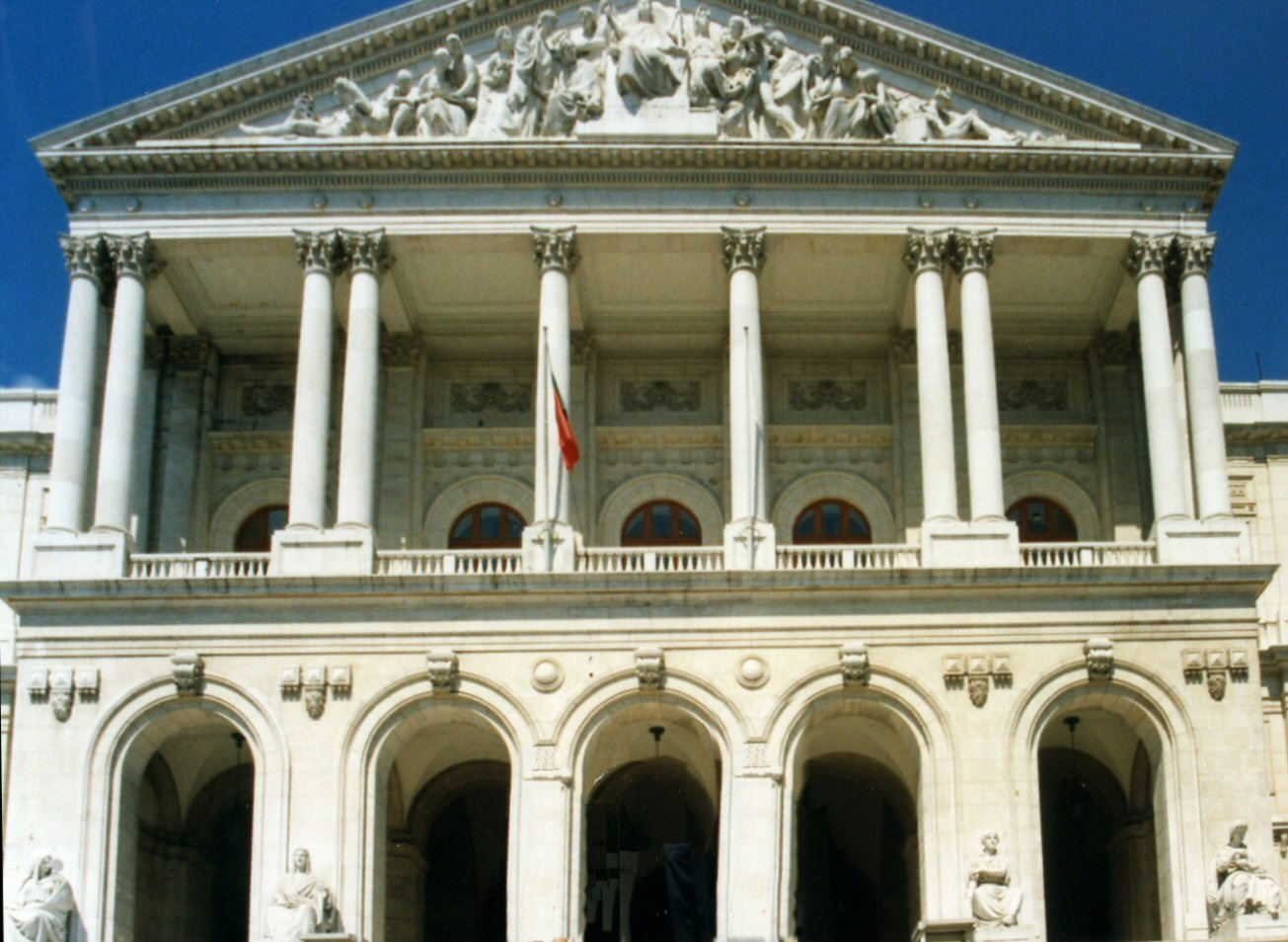
Palácio de São Bento.